# Alice Stewart
Alice Mary Stewart (n. 4 octombrie 1906, Sheffield, Anglia, Regatul Unit al Marii Britanii și Irlandei – d. 3 iunie 2002, Oxford, Anglia, Regatul Unit) a fost un medic și epidemiolog britanic specializat în medicină socială și efectele radiațiilor asupra sănătății. Studiul ei despre bolile induse de radiații în rândul lucrătorilor de la fabrica de producție de plutoniu Hanford, Washington, este citat frecvent de cei care încearcă să demonstreze că chiar și dozele foarte mici de radiații provoacă pericole substanțiale. Ea a fost prima persoană care a demonstrat legătura dintre ecografiile cu raze X facute femeilor însărcinate și ratele mari de cancer ale copiiilor lor. Ea a fost distinsă cu Premiul Right Livelihood în 1986 „pentru că a scos la lumină în fața opoziției oficiale pericolele reale ale radiațiilor de nivel scăzut”.

## Tinerețe
Stewart s-a născut în Sheffield, Anglia, fiică a doi medici, Lucy (născută Wellburn) și Albert Naish. Ambii au fost pionieri în pediatrie și ambii au devenit eroi în Sheffield pentru dedicarea lor față de bunăstarea copiilor. Alice a studiat medicina preclinica la Girton College, Cambridge⁠(d), iar în 1932 si-a finalizat studiile clinice la Royal Free Hospital, Londra. Ea a câștigat experiență în posturi de spital din Manchester și Londra, iar în 1936 a promovat examenele pentru calitatea de membru al Colegiului Regal al Medicilor⁠(d). Din 1935 a ocupat postul de registrator la Spitalul Regal Liber și din 1939 un post de consultant la spitalul Elizabeth Garratt Anderson. În 1941, s-a mutat la Oxford deoarece avea oportunitatea de a lua o rezidență temporară la Radcliffe Infirmary, după care a fost recrutată de profesorul Radcliffe, dr. Leslie Witts, ca asistent principal, care lucra la Departamentul de Medicină Clinică Nuffield și acolo și-a dezvoltat interesul pentru medicina socială, cercetând problemele de sănătate cu care se confruntă muncitorii din fabricile de armament din timpul războiului.